# هانريش فون إيكارد
هانريش فون إيكارد (بالألمانية: Heinrich von Eckardt) كان سفير الإمبراطورية الألمانية في المكسيك منذ حوالي سنة 1915، وقضى جُلّ وقته في هذا المنصب طوال الحرب العالمية الأولى.